# Lijst van Dancesmashes in 2020
Deze hits werden in 2020 Dancesmash op Radio 538.
| Nr.  | Bekendgemaakt op | Artiest                                            | Titel                                           | Hoogste positie in 538 Top 50 | Aantal Weken | Aantal Punten |
| ---- | ---------------- | -------------------------------------------------- | ----------------------------------------------- | ----------------------------- | ------------ | ------------- |
| 1338 | 3 januari        | Alok & Dynoro                                      | On & On                                         | Geen notering                 | 0            | 0             |
| 1339 | 10 januari       | Robin Schulz ft. Alida                             | In Your Eyes                                    | 3                             | 33           | 1042          |
| 1340 | 17 januari       | Sam Feldt & Sigma ft. Gia Koka                     | 2 Hearts                                        | 38                            | 12           | 77            |
| 1341 | 24 januari       | Kygo, Avicii & Sandro Cavazza                      | Forever Yours (Tribute)                         | 12                            | 24           | 460           |
| 1342 | 31 januari       | Infinity Ink                                       | Infinity (Dubdogz & Bhaskar Remix)              | Geen notering                 | 0            | 0             |
| 1343 | 7 februari       | Khalid & Disclosure                                | Know Your Worth                                 | 14                            | 14           | 310           |
| 1344 | 14 februari      | Mesto ft. Aloe Blacc                               | Don't Worry (Otsem Remix)                       | 41                            | 5            | 32            |
| 1345 | 21 februari      | Jax Jones & Martin Solveig present Europa ft. Raye | Tequila                                         | Geen notering                 | 0            | 0             |
| 1346 | 28 februari      | Topic ft. A7S                                      | Breaking Me                                     | 2                             | 31           | 1151          |
| 1347 | 6 maart          | Tensnake ft. Fiora                                 | Automatic                                       | Geen notering                 | 0            | 0             |
| 1348 | 13 maart         | W&W x Lucas & Steve                                | Do It for You                                   | 38                            | 4            | 35            |
| 1349 | 20 maart         | Duke Dumont                                        | Love Song                                       | 35                            | 4            | 33            |
| 1350 | 27 maart         | Duke Dumont                                        | Love Song (538 Samen Sterk Edit)                | 35                            | 4            | 33            |
| 1351 | 3 april          | Major Lazer ft. Marcus Mumford                     | Lay Your Head on Me                             | 23                            | 7            | 127           |
| 1352 | 10 april         | Alesso ft. Liam Payne                              | Midnight                                        | 36                            | 2            | 26            |
| 1353 | 17 april         | Tiësto & Becky Hill                                | Nothing Really Matters                          | 14                            | 12           | 270           |
| 1354 | 24 april         | Lost Frequencies, Zonderling & Kelvin Jones        | Love to Go                                      | 6                             | 28           | 780           |
| 1355 | 1 mei            | Armin van Buuren & Brennan Heart ft. Andreas Moe   | All on Me                                       | 41                            | 6            | 34            |
| 1356 | 8 mei            | Surf Mesa ft. Emilee                               | ILY (I Love You Baby)                           | 13                            | 10           | 247           |
| 1357 | 15 mei           | Martin Garrix ft. John Martin                      | Higher Ground                                   | 17                            | 23           | 480           |
| 1358 | 22 mei           | Regard & Raye                                      | Secrets                                         | 13                            | 20           | 584           |
| 1359 | 29 mei           | Conkarah ft. Shaggy                                | Banana (DJ FLe - Minisiren Remix)               | 1(5wk)                        | 17           | 691           |
| 1360 | 5 juni           | Maverick Sabre ft. Jorja Smith                     | Slow Down (Vintage Culture & Slow Motion Remix) | Geen notering                 | 0            | 0             |
| 1361 | 12 juni          | Imanbek & Martin Jensen                            | I'm Just Feelin' (Du Du Du)                     | Geen notering                 | 0            | 0             |
| 1361 | 19 juni          | Imanbek & Martin Jensen                            | I'm Just Feelin' (Du Du Du)                     | Geen notering                 | 0            | 0             |
| 1362 | 26 juni          | Sofi Tukker & Gorgon City                          | House Arrest                                    | 34                            | 7            | 72            |
| 1363 | 3 juli           | Nea                                                | Some Say (Felix Jaehn Remix)                    | 3                             | 25           | 695           |
| 1364 | 10 juli          | Joel Corry & MNEK                                  | Head & Heart                                    | 1(8wk)                        | 35           | 1293          |
| 1365 | 17 juli          | Sam Feldt & VIZE ft. Leony                         | Far Away from Home                              | 3                             | 25           | 739           |
| 1366 | 24 juli          | Dimitri Vegas & Like Mike vs. Regard               | Say My Name                                     | 30                            | 7            | 77            |
| 1367 | 31 juli          | Sunnery James & Ryan Marciano ft. Rani             | Life After You                                  | Geen notering                 | 0            | 0             |
| 1368 | 7 augustus       | Lost Frequencies & Mathieu Koss                    | Don’t Leave Me Now                              | 7                             | 30           | 777           |
| 1369 | 14 augustus      | Matt Nash                                          | Lose It All                                     | Geen notering                 | 0            | 0             |
| 1370 | 21 augustus      | Tiësto & Vintage Culture                           | Coffee (Give Me Something)                      | Geen notering                 | 0            | 0             |
| 1371 | 28 augustus      | Icona Pop                                          | Feels in My Body                                | Geen notering                 | 0            | 0             |
| 1372 | 4 september      | Ytram & Elderbrook                                 | Fire                                            | Geen notering                 | 0            | 0             |
| 1373 | 11 september     | Lucas & Steve ft. Alida                            | Another Life                                    | 18                            | 19           | 383           |
| 1374 | 18 september     | KC Lights                                          | Girl                                            | Geen notering                 | 0            | 0             |
| 1375 | 25 september     | Tiësto                                             | The Business                                    | 1(7wk)                        | 35           | 1314          |
| 1376 | 2 oktober        | Sofi Tukker, Novak & Yax.x                         | Emergency                                       | 36                            | 3            | 25            |
| 1377 | 9 oktober        | Galantis & NGHTMRE ft. Liam O'Donnell              | Tu Tu Tu (That's Why We)                        | 16                            | 16           | 269           |
| 1378 | 16 oktober       | Ofenbach & Quarterhead ft. Norma Jean Martine      | Head Shoulders Knees & Toes                     | 4                             | 20           | 638           |
| 1379 | 23 oktober       | Marshmello & Imanbek ft. Usher                     | Too Much                                        | Geen notering                 | 0            | 0             |
| 1380 | 30 oktober       | Michael Calfan & Inna                              | Call Me Now                                     | Geen notering                 | 0            | 0             |
| 1381 | 6 november       | Netsky & Hybrid Minds                              | Let Me Hold You                                 | 40                            | 8            | 56            |
| 1382 | 13 november      | MAKJ                                               | Green Light                                     | Geen notering                 | 0            | 0             |
| 1383 | 20 november      | Sam Feldt ft. ALMA & Digital Farm Animals          | Home Sweet Home                                 | 23                            | 9            | 162           |
| 1384 | 27 november      | Leandro Da Silva & C-Fast ft. Sam Stray Wood       | Big Flex                                        | Geen notering                 | 0            | 0             |
| 1385 | 4 december       | Tungevaag, Sick Individuals & MARF                 | Miss You                                        | 13                            | 24           | 410           |
| 1386 | 11 december      | Shane Codd                                         | Get Out My Head                                 | 13                            | 23           | 556           |
| 1387 | 18 december      | Twocolors                                          | Lovefool                                        | 48                            | 2            | 5             |
| 1388 | 25 december      | HVME                                               | Goosebumps                                      | 12                            | 13           | 347           |

1994 ·
1995 ·
1996 ·
1997 ·
1998 ·
1999 ·
2000 ·
2001 ·
2002 ·
2003 ·
2004 ·
2005 ·
2006 ·
2007 ·
2008 ·
2009 ·
2010 ·
2011 ·
2012 ·
2013 ·
2014 ·
2015 ·
2016 ·
2017 ·
2018 ·
2019 ·
2020 ·
2021 ·
2022 ·
2023 ·
2024 ·
2025